# Marius Péraudeau
Marius Péraudeau, est né à Paris le 13 février 1906 et mort à Ambert le 29 mai 1992, est un papetier, repreneur du Moulin à papier de Richard-de-Bas, fondateur de plusieurs musées et conservateurs de ceux-ci, écrivain, peintre et éditeur français.

## Biographie
Fils de Georges Péraudeau, peintre sur porcelaine, il suit les cours de l'école Germain Pilon. Il travaille aux Papeteries Maunoury à Paris jusqu'en 1932. Puis devient en représentant indépendant en papeterie industrielle la même année et le restera jusqu'en 1970.
Marius est mobilisé en 1939, sa femme et ses deux filles ainsi que sa secrétaire, quittent Paris pour trouver refuge chez une parente du côté d'Arlanc. En 1940 il est démobilisé à Labastide-d'Armagnac dans les Landes, et part rejoindre sa famille à bicyclette. Apprenant que le moulin à papier de Richard-de-Bas, est à vendre à Ambert, après la mort du dernier maître papetier Claude Chantelauze en 1937 les bâtiments sont devenus la propriété du journal Le Moniteur du Puy-de-Dôme (1856-1944), qui souhaite les vendre. Il en fait l'acquisition et entreprend de le remettre en fonction. Le 14 octobre 1940, le maréchal Pétain, chef de l'État français, vient sur l'invitation de Henri Pourrat « à la rencontre du peuple travailleur » à Ambert, près de Vichy, en visite au moulin à papier au moulin à papier de Richard-de-Bas le plus ancien du Livradois et y passe commande d'une rame de papier filigrané à son emblème.
Marius Péraudeau crée une association dénommée : La Feuille Blanche, dont le président est Jean Banière, alors prisonnier en Poméranie. Cette association crée une colonie de vacances à La Pierre du Milan, au-dessus du chemin de Valeyre de Haut à Ambert, accueillant des apprentis des métiers des arts graphiques (papetiers, photograveurs, imprimeurs, relieurs ) et qui permit de cacher quelques résistants recherchés par la Gestapo, ainsi que deux familles juives, les Tenenbaum, et Germaine Detey-Neumann. En 1941 il prend un stand à la Foire de Paris pour son association La Feuille Blanche, qu'il fait photographier par Victor Fernand Nobécourt (1876-1961).
En juillet 1943, il fonde le Musée historique du papier dont il devient le conservateur, en présence d'Henri Pourrat (1887-1959), auteur de Gaspard des montagnes. Puis il organise la visite de son usine dès 1945.
Il va collaborer avec les plus grands artistes de son temps pour la réalisation d'œuvres d'art comme : Bernard Buffet, Salvador Dali, Jacques Prévert, Joseph Foret (1901-1991), éditeur d'art, Georges Ribemont-Dessaignes, Leonor Fini, Léonard Foujita, Pierre-Yves Trémois, Georges Mathieu, Ossip Zadkine, et des écrivains comme : Emil Cioran, Jean Cocteau, , Jean Giono, Jean Guitton, Ernst Jünger, Daniel-Rops, Edmond Rostand, et autres Michel Ciry, Albert Decaris, Ernst Fuchs, Roger Lersy.
Il offre à la ville de Paris la collection Degaast-Rigaud qui fut exposé à la Bibliothèque Forney du 15 octobre au 15 novembre 1969.

## Œuvres

### Papier
- 14 octobre 1940, le maréchal Pétain, chef de l'État français, vient sur l'invitation de Henri Pourrat et achète une rame de papier filigrané à son emblème.
- 1958 : Exemplaire unique de la Constitution de la 5e République sur papier du moulin de Richard-de-Bas
- L'Apocalypse de Saint Jean. Ce livre est réalisé, en 3 ans et en un seul exemplaire (1958-1960). Ce livre à sa sortie est le plus lourd (210 kg) et le plus cher du monde (2 millions de francs). Il se compose de :
  - une couverture de bronze, incrustée de pierres précieuses et réalisée par Salvador Dali
  - 150 parchemins sélectionnés parmi 300.000 peaux de moutons
  - 2 000 heures de calligraphie et 550 lettres d'or.
  - des parchemins illustrés par 7 grands peintres : Salvador Dali, Bernard Buffet, Léonor Fini, Foujita, Trémois, Mathieu, Zadkine.
  - les méditations de 7 écrivains célèbres : Cocteau, Rostand, Giono, Rops, Guitton, Cioran, Jünger.
- 1967 : Arbres, avec des gravures sur cuivre de Georges Ribemont-Dessaignes, tiré en taille-douce par le peintre et graveur Raymond Haasen (1911-1986) sur du papier du Moulin à papier de Richard-de-Bas in-4 en feuilles 80 pages 36 × 46 cm
- Racine, Les promenades de Port-Royal des Champs. Ode deuxième, Paris, Typographie Pierre Gaudin, 24 décembre 1957In-12, en feuilles. Gravure de Pierre Gaudin. Exemplaire tiré sur papier du Moulin Richard de Bas, enrichi de la gravure originale signée de Pierre Gaudin.
- Alchimie des philosophes , textes et manuscrits alchimiques anciens repris en fac-similé, réunis sous la direction de René Alleau (1917-2013), Salvador Dali (1904-1989), Paris, Éditions Art et valeur, 1976. 2 vol. 151.p, imprimerie D. Viglino à Bourg-la-Reine, in-folio et 10 pl. in-plano en feuilles, chemise de toile bise, emboîtage à charnières métalliques de cuir havane et parchemin. Édition illustrée de 10 estampes originales hors texte de Salvador Dalí conjuguant les techniques de la lithographie, la sérigraphie et la gravure en taille-douce, tirées sur parchemin d'agneau, et de 6 sérigraphies d'après des dessins de l'artiste. Fac-similés contrecollés de textes et manuscrits alchimiques anciens. Emboîtage en forme de 2 volumes accolés portant sur une face une roue mobile. Composition en pâte à papier à relief de Marius A. Péraudeau et Marie-Anne Péraudeau. Tirage à 275 exemplaires sur papier Richard de Bas, signés par l'artiste à la justification et sur les planches, celui-ci d'un des 225 avec les textes en version française et anglaise.

### Écrits
- Les supports de la pensée de la préhistoire à l'ère chrétienne , par Guy Gaudron, Marius Péraudeau, Marcel Rives, Marcel Deléon(1894-1967), Paris, 1946, Éditions Colbert Conférence de la Feuille Blanche 1er avril 1942 suivi des allocutions de Marius Péraudeau, Marcel Rives et Marcel Deléon pour le séance inaugurale de la première série des conférences de la Feuille Blanche
- Le papier, son introduction en Occident, sa fabrication manuelle, Marius Péraudeau, Paris sd, Éditions Colbert. Conférence de la Feuille Blanche 15 avril 1942
- Almanach de la Feuille Blanche , textes réunis par Henry Poulaille (1896-1980), préface de Marius Péraudeau, illustrations de Armand Bristol, André Leroy, Gilbert Lainé, Jacques Schmit, Paris, Éditions Elzévir, 1946, in-8°, 100.p.
- La Feuille Blanche. Association des Amis du Papier, des industries et arts graphiques, Marius Péraudeau, Paris, 1957, in-8°, non paginé. Historique de la remise en activité du Moulin de Richard-de-Bas à Ambert (1326-1957). Centre de fabrication manuelle du papier et musée historique.
- Amour , recueil d'aphorismes littéraires réunis par Marius Péraudeau, bois de Pierre Gaudin, Paris 1961, imprimerie Moulin de Richard-de-Bas, 14.p., 1 gravure sur bois, Édition hors commerce.
- Irons nous sur la Lune ?, Bernard de Fontenelle, édité par Marius Péraudeau, illustration de Pierre Gaudin, Typographie P. Gaudin, 1962, imprimé à Paris sur un papier à la main du Moulin de Richard-de-Bas le 28 décembre 1962.
- Huit sonnets amoureux, Victor Hugo, Corneille, Louise Labé, Saint-Amant, Charles Baudelaire, Tristan L'Hermite, Paul Verlaine, Stéphane Mallarmé, préface de Marius Péraudeau, bois original de Pierre Gaudin, Paris, imprimerie P. Gaudin, 1964, édition réservée aux amis de Marius Péraudeau et du Moulin Richard de Bas.
- Mort du papier, texte imprimé de Jean Delluegue, préface de Marius Péraudeau, bois de Pierre Gaudin, Paris, 1966, imprimerie Pierre Gaudin, 1 volume, 16.p. discours prononcé par Jean Delluegue, ancien élève du lycée technique Estienne, professeur certifié d'éducation artistique lors d'une distribution de prix à l'Isle-sur-Sorgue le 6 juillet 1966, frontispice en bois gravé de Pierre Gaudin.
- Le Bonheur, Ernst Maget. Bois original gravé de Pierre Gaudin en frontispice, Paris, Marius A. Péraudeau, 1967, in-12 en feuilles sous chemise rempliée, non paginé (8pp) Typographie René Jeanne - Sur papier gris du Moulin Richard de Bas avec une jolie typographie.
- La Longue histoire d'une petite papeterie française, par Marius Péraudeau, Paris, imprimerie P. Gaudin et René Jeanne (1925-2020), 1970, non paginé.
- Au pays des feuilles blanches, texte imprimé de Hippolyte Luc, préface de Marius Péraudeau, collaboration de René Jeanne, Imprimerie Pierre Gaudin à Paris , 1972, 1 vol, 16.p. (Texte paru en 1943 à l'occasion de l'ouverture du musée historique du papier du Moulin de Richard-de-Bas).
- Le moulin à papier Richard de Bas , texte Marius Péraudeau et Ernst Maget, illustration de Pierre Gaudin, imprimerie Pierre Gaudin, Paris, 1979, 25 [2] pages, tirage à 250 exemplaires.
- Richard de Bas, les papetiers et leurs moulins, texte et illustration de Marius Péraudeau; Éditions du Moulin Richard de Bas, Ambert, 1985, 38.p.

### Musées
- Musée de la Dentelle à Arlanc
- Musée des Pénitents blancs à Marsac-en-Livradois
- La Jasserie du Coq noir à Saint-Anthème. En 1956, un amoureux des vieilles pierres, Marius Péraudeau l'achète et le lègue à l’association Livradois et Monts du Forez. Après d’importants travaux de réhabilitation, la jasserie ouvre ses portes au public en 1957.
- Moulin de Vallis Clausa à Fontaine-de-Vaucluse tradition papetière »[4]. Ancienne papeterie du XVe siècle a conservé ses battoirs en bois actionnés par une roue à aubes et destinés à broyer les chiffons pour faire de la pâte à papier.

## Hommages
- Juste parmi les nations, titre décerné le 24 novembre 1992, par l’Institut Yad Vashem de Jérusalem.
- Chevalier de la Légion d'honneur
- Officier de la Légion d'honneur
- Une place de la commune porte son nom
- Prestige du papier remis en 1968 par le Groupement français des fabriques de papier pour l'ensemble de sa carrière.

## Expositions
- Peinture dans l'eau, du 29 juin au 30 septembre 1968 au Moulin de Richard-de-Bas.